# Krakowska (Trzebinia)
Krakowska – osiedle miasta Trzebinia, w powiecie chrzanowskim, w województwie małopolskim.